# Pseudafroneta
Pseudafroneta es un género de arañas araneomorfas de la familia Linyphiidae. Se encuentra en Nueva Zelanda. 

## Lista de especies
Según The World Spider Catalog 12.0:
- Pseudafroneta frigida Blest, 1979
- Pseudafroneta incerta (Bryant, 1935)
- Pseudafroneta lineata Blest, 1979
- Pseudafroneta maxima Blest, 1979
- Pseudafroneta pallida Blest, 1979
- Pseudafroneta perplexa Blest, 1979
- Pseudafroneta prominula Blest, 1979